# Ludmyła Wajłenko
Ludmyła Anatolijiwna Wajłenko, z domu Prychod´ko (ukr. Людмила Анатоліївна Вайленко, Приходько; ur. 18 marca 1974) – ukraińska lekkoatletka, skoczkini o tyczce.
Wielokrotna reprezentantka kraju w zawodach pucharu Europy.
Wielokrotna mistrzyni Ukrainy.

## Rekordy życiowe
- Skok o tyczce (stadion) – 4,20 (2004 i 2005)
- Skok o tyczce (hala) – 4,21 (2006)